# روبرت جاي غلوشكو
روبرت جاي غلوشكو (بالإنجليزية: Robert J. Glushko)‏ هو باحث ومدرس أمريكي، ولد في 1953.

## وصلات خارجية
- الموقع الرسمي